# Paco Ventura
José Francisco Ventura Tirado es un escritor y periodista radiofónico español nacido el 24 de febrero de 1960 en la localidad cacereña de Navalmoral de la Mata.

## Biografía
Nace en la localidad cacereña de Navalmoral de la Mata, aunque por razones familiares se traslada a Talaveruela de la Vera. El bachillerato le lleva hasta Plasencia; posteriormente estudia Ciencias de la Información en la Universidad Complutense de Madrid.
Comienza su carrera profesional en el desaparecido Diario Ya, donde trabaja durante cuatro años. A finales de los 80, se incorpora a la cadena Cope para ser redactor jefe del área Local durante diecisiete años. Más tarde, ejerce como editor de los boletines informativos del fin de semana y como director del informativo Mediodía Cope de los sábados y domingos.
En 2009 y tras ser nombrado Nacho Villa director de La mañana de Cope con la marcha de Federico Jiménez Losantos, sustituye a Villa en la dirección de los Servicios Informativos, así como del noticiero de mediodía La palestra. Durante la temporada 2009-2010 en que ejerce estos cargos, realiza un comentario diario en el programa matinal, que firma como El canto del cuco y al cual se daba entrada con el tema What Can I Do? de la banda irlandesa The Corrs. Además, es el responsable del fichaje del periodista madrileño Juan Pablo Colmenarejo, al cual nombra director del informativo nocturno La linterna. Ya en 2010 y con el fracaso de Nacho Villa en las mañanas de la emisora, este releva de nuevo a Ventura como director de Informativos.
En septiembre de 2011 comienza a presentar en las madrugadas de los viernes el programa Llueven luciérnagas en la Cope.
Desde septiembre de 2012 forma parte del programa La Noche de COPE que, de martes a viernes, dirige Lartaun de Azumendi. Hasta diciembre de 2013 ejerce como subdirector del programa aunque mantiene la coordinación de varias secciones del programa como Las cifras del día (que se emite en la última hora del programa) o de los micro espacios semanales El libro que nunca deberías dejar de leer y La película que nunca deberías dejar de ver. 
Es escritor, habiendo publicado hasta la fecha varias novelas.

## Obras
Ventura es autor de cuatro novelas:
- La mujer que miraba al sur y otras soledades. Editora Regional de Extremadura, 2000. ISBN 9788476715963
- Hotel Estación. Fundación de los Ferrocarriles Españoles, 2003. ISBN 9788496405783
- Llueven luciérnagas. Nostrum, 2003. ISBN 9788493283895
- El viaje de Ramón Carter a la Isla del Tesoro. Edelvives, 2003. ISBN 9788426337405

## Premios
- Premio a la mejor labor informativa en la Asamblea de Madrid.
- Premio Marconi de Radio del Ayuntamiento de Madrid.